# Bravo Vasco
Bravo Vasco è una raccolta di successi del cantante italiano Vasco Rossi.

## Il disco
Pubblicato nel 1988 dalla Fonit Cetra, è la prima raccolta che viene stampata contemporaneamente anche su cd.

## Tracce
1. Sono ancora in coma
2. Credi davvero
3. Brava Giulia
4. Mi piaci perché
5. Dormi dormi
6. Domani sì adesso no
7. Portatemi Dio
8. Bollicine
9. Ti taglio la gola
10. Cosa ti fai[1]